# Стіліана Ніколова
Стіліана Ніколова (англ. Stiliana Nikolova нар. 22 серпня 2005, Каїр, Єгипет)— болгарська гімнастка, що виступає в індивідуальній першості. Багаторазова призерка чемпіонату світу, чемпіонка Європи в команді, бронзова призерка чемпіонату Європи в абсолютній першості, чемпіонка та призерка чемпіонату Європи серед юніорів.

## Біографія
Народилась в родині болгарського футболіста Ілія Дякова, що брав участь у чемпіонаті світу 1986 року у Мексиці, та художньої гімнастки в групових вправах Пауліни Ніколової, яка була чемпіонкою світу в груповій першості в 1985 році. Має сестру Паолу та брата Дениса.

## Спортивна кар'єра
Почала займатися художньою гімнастикою під керівництвом мами, Пауліни Ніколової, у чотирирічному віці.

### 2020
На чемпіонаті Європи в Києві, Україна, де виступала в категорії юніорок, здобула золоту медаль в стрічці та срібло у вправі з м'ячем.

### 2022
На дебютному дорослому чемпіонаті Європи, який проходив в ізраїльському Тель-Авіві, здобула бронзову медаль в абсолютній першості з сумою 131,650 балів, поступившись ізраїльській гімнастці Дар'ї Атаманов та співвітчизниці Боряні Калейн.

## Результати на турнірах
| Рік                | Змагання                   | Команда | АП |   |   |   |   |
| ------------------ | -------------------------- | ------- | -- | - | - | - | - |
| Юніорські змагання |                            |         |    |   |   |   |   |
| 2019               | Чемпіонат світу з юніорів  | 8       |    |   |   |   |   |
| 2020               | Чемпіонат Європи           |         |    |   |   | 2 | 1 |
| Дорослі змагання   |                            |         |    |   |   |   |   |
| 2022               | Кубок виклику. Памплона    |         | 2  | 8 | 2 | 1 | 4 |
| 2022               | Кубок світу. Софія         |         | 3  | 8 |   | 1 | 2 |
| 2022               | Чемпіонат Європи           | 1       | 3  | 8 | 4 | 5 | 4 |
| 2022               | Чемпіонат світу            |         | 3  | 2 |   | 2 | 2 |
| 2023               | Гран-прі. Miss Valentine   |         | 2  |   | 1 | 1 | 4 |
| 2023               | Чемпіонат Європи           | 1       | 3  | 7 | 2 |   | 3 |
| 2023               | Чемпіонат світу            | 1       | 4  | 8 | 3 | 6 |   |
| 2024               | Гран-прі. Марбелья         |         | 1  | 6 | 6 | 1 | 1 |
| 2024               | Кубок світу. Софія         |         | 2  | 2 | 1 |   | 1 |
| 2024               | Кубок Європи. Баку         |         | 1  |   |   | 1 |   |
| 2024               | Чемпіонат Європи           | 1       | 1  | 2 | 5 |   | 4 |
| 2024               | Кубок виклику. Клуж-Напока |         | 1  | 2 | 2 | 2 | 5 |